# Corte d'appello di Potenza

Territorio del distretto di corte d'appello di Potenza

Il distretto della Corte d'appello di Potenza è formato dai circondari dei Tribunali ordinari di Lagonegro, Matera e Potenza.
Costituisce l'unica Corte d'appello nel territorio della regione Basilicata (comprendente anche alcuni comuni della Provincia di Salerno, ovvero della Campania).

## Competenza territoriale civile e penale degli uffici del distretto
Le circoscrizioni territoriali sono aggiornate al testo della legge 27 febbraio 2015, n. 11 e dei decreti ministeriali 22 ottobre 2015.

## Tribunale di Lagonegro

### Giudice di pace di Chiaromonte
Calvera, Carbone, Cersosimo, Chiaromonte, Episcopia, Fardella, Francavilla in Sinni, Noepoli, San Chirico Raparo, San Costantino Albanese, San Martino d'Agri, San Paolo Albanese, San Severino Lucano, Senise, Teana, Terranova di Pollino

### Giudice di pace di Lagonegro
Castelluccio Inferiore, Castelluccio Superiore, Castelsaraceno, Lagonegro, Latronico, Lauria, Maratea, Moliterno, Nemoli, Rivello, Rotonda, Sarconi, Spinoso, Trecchina, Viggianello

### Giudice di pace di Polla
Auletta, Caggiano, Pertosa, Petina, Polla, Salvitelle, San Pietro al Tanagro, San Rufo, Sant'Arsenio

### Giudice di pace di Sala Consilina
Atena Lucana, Buonabitacolo, Casalbuono, Casaletto Spartano, Caselle in Pittari, Ispani, Monte San Giacomo, Montesano sulla Marcellana, Morigerati, Padula, Sala Consilina, Santa Marina, Sanza, Sapri, Sassano, Teggiano, Torraca, Tortorella, Vibonati

### Giudice di pace di Sant'Arcangelo
Castronuovo di Sant'Andrea, Gallicchio, Missanello, Roccanova, Sant'Arcangelo

## Tribunale di Matera

### Giudice di pace di Irsina
Irsina

### Giudice di pace di Matera
Accettura, Aliano, Cirigliano, Colobraro, Ferrandina, Garaguso, Gorgoglione, Grottole, Matera, Miglionico, Montescaglioso, Nova Siri, Oliveto Lucano, Pomarico, Rotondella, Salandra, San Giorgio Lucano, San Mauro Forte, Stigliano, Tursi, Valsinni

### Giudice di pace di Pisticci
Bernalda, Craco, Montalbano Jonico, Pisticci, Policoro, Scanzano Jonico

### Giudice di pace di Tricarico
Calciano, Grassano, Tricarico

## Tribunale di Potenza

### Giudice di pace di Bella
Bella, Castelgrande, Muro Lucano, San Fele

### Giudice di pace di Melfi
Atella, Barile, Ginestra, Melfi, Montemilone, Palazzo San Gervasio, Rapolla, Rionero in Vulture, Ripacandida

### Giudice di pace di Pescopagano
Pescopagano, Rapone, Ruvo del Monte

### Giudice di pace di Potenza
Abriola, Acerenza, Albano di Lucania, Anzi, Armento, Avigliano, Banzi, Baragiano, Brienza, Brindisi Montagna, Calvello, Campomaggiore, Cancellara, Castelmezzano, Corleto Perticara, Filiano, Genzano di Lucania, Guardia Perticara, Laurenzana, Marsico Nuovo, Oppido Lucano, Paterno, Picerno, Pietragalla, Pietrapertosa, Pignola, Potenza, Ruoti, San Chirico Nuovo, Sasso di Castalda, Tito, Tolve, Trivigno, Vaglio Basilicata

### Giudice di pace di Venosa
Forenza, Lavello, Maschito, Venosa

### Giudice di pace di Vietri di Potenza
Balvano, Sant'Angelo Le Fratte, Satriano di Lucania, Savoia di Lucania, Vietri di Potenza

### Giudice di pace di Viggiano
Grumento Nova, Marsicovetere, Montemurro, Tramutola, Viggiano

## Altri organi giurisdizionali competenti per i comuni del distretto

### Sezioni specializzate
- Corte d’assise di Potenza
- Corte d'assise d'appello di Potenza
- Sezioni specializzate in materia di impresa presso il Tribunale e la Corte d'appello di Potenza
- Tribunale regionale delle acque pubbliche di Napoli
- Sezione specializzata in materia di immigrazione, protezione internazionale e libera circolazione dei cittadini dell'Unione europea presso il Tribunale di Potenza

### Giustizia minorile
- Tribunale per i minorenni di Potenza
- Corti d'appello di Potenza, sezione per i minorenni

### Sorveglianza
- Ufficio di sorveglianza: Potenza
- Tribunale di sorveglianza: Potenza

### Giustizia tributaria
- Commissione tributaria provinciale (CTP): Matera e Potenza
- Commissione tributaria regionale (CTR) Basilicata (Potenza)

### Giustizia militare
- Tribunale militare di Napoli
- Corte d’appello militare di Roma

### Giustizia contabile
- Corte dei Conti: Sezione Giurisdizionale, Sezione regionale di controllo, Procura regionale presso la sezione giurisdizionale (Potenza)[3]

### Giustizia amministrativa
- Tribunale Amministrativo Regionale per la Basilicata (Potenza)[4]

### Usi civici
- Commissariato per la liquidazione degli usi civici della Basilicata, con sede a Potenza